# The Seven Sisters
Pour plus de détails, voir Fiche technique et Distribution.
The Seven Sisters est un film muet américain, réalisé par Sidney Olcott pour Famous Players avec Marguerite Clark comme vedette, sorti aux États-Unis en 1915.

## Synopsis
Veuve d'un officier hongrois, Gida vit avec ses sept filles dans la maison de garnison d'une petite ville de province. Les filles sont toutes à marier et, selon l’usage hongrois, il faut qu’elles se marient par ordre d'âge. Si l'une des plus jeunes se mariait avant ses sœurs plus âgées, on regarderait ces dernières comme des vieilles filles et auraient le plus grand mal à trouver un mari.
Mici, la quatrième, recueille un franc succès, ce qui inquiète ses sœurs ainées qui craignent de ne trouver aucun prétendant. C’est pourquoi on l’envoie dans une école tenue par des religieuses. Mais Mici, une nuit, sort en cachette du couvent pour aller à un bal costumé. Là, elle rencontre le comte Horkoy, un fringant sous-lieutenant, qui tombe amoureux d'elle. Chassée du couvent, elle rentre à la maison où on la force à porter des vêtements de petite fille jusqu'à ce que ses sœurs ainées aient trouvé un fiancé.
Se faisant passer pour son cousin Toni, Horkoy organise les mariages de ses sœurs : chaque union sera récompensée par un baiser de Mici. Les paires formées s’accordent très bien et chacun des prétendants trouvés par Horkoy tombe amoureux de l'une ou de l'autre des sœurs. Et lorsque le baron Rodviany, un ancien amoureux qui est revenu à elle, demande à Katinka, l'aînée, de l'épouser, ce sont quatre couples heureux qui peuvent enfin convoler en justes noces sans avoir à enfreindre la tradition hongroise.

## Fiche technique
- Réalisation : Sidney Olcott
- Scénario : Edith Ellis Funress d'après une pièce de l'auteur hongrois Ferenc Herczeg[source insuffisante]
- Production : Daniel Frohman pour Famous Players
- Distribution : Paramount
- Longueur : 5 bobines
- Date de sortie : États-Unis 26 juillet 1915 (New York)

## Distribution
- Madge Evans : Clara
- Dorothea Camden : Liza
- Georgia Fursman : Perka
- Marguerite Clark : Mici
- Jean Stewart : Ella
- I. Feder : Sari
- Lola Barclay : Katinka
- Conway Tearle : Count Horkoy
- George Renavent : Toni
- Mayme Lunton : Gida
- Sydney Mason : Sandorffy
- Charles Kraus : l'aubergiste
- Camille Dalberg : la mère
- Marjorie Nelson : Bertha
- Edwin Mordant : baron Rodviany
- Dick Lee : serveur
- Lizzie Goode : la femme de l'aubergiste

## Anecdotes
Le film est considéré comme perdu,. Il n'est, semble-t-il, pas sorti en France.